# Kinama
Kinama est une zone située dans  la commune urbaine de Ntahangwa (nord-ouest de la capitale économique, Bujumbura) dans la province de Bujumbura.